# Spinnaker
Pour les articles homonymes, voir Spi et Spinnaker Tower.

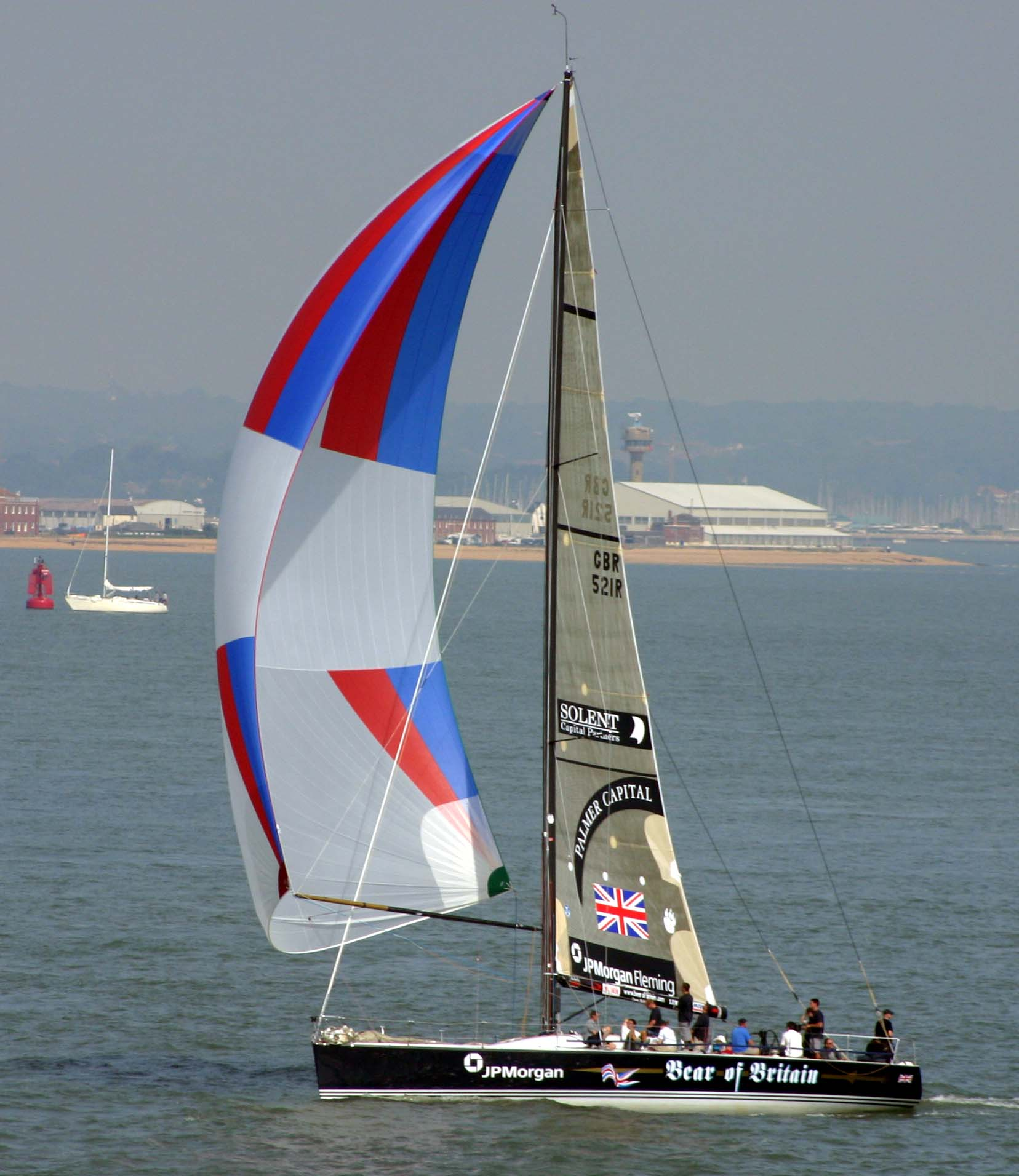
Un voilier sous spi symétrique.

Un spinnaker (ou spi) est un type de voile hissée à l'avant d'un voilier lorsque le vent souffle depuis l'arrière du navire (allures portantes : grand largue ou vent arrière). Inventé dans les années 1860 pour obtenir de bonnes performances en régate, il s’utilise en course et en plaisance, on ne le trouve pas sur les navires de commerce ou de guerre. Le spi est un grand triangle taillé dans un matériau très léger, doté d'un creux important. Cette forme est permet l'exploitation de la force du vent arrière en écoulement laminaire, contrairement aux autres voiles qui fonctionnent à ces allures en écoulement turbulent.
Le spi symétrique, sa forme la plus ancienne, est maintenu en place par sa pointe supérieure (point de drisse) en tête de mât via une poulie qui peut pivoter, à la pointe située sous le vent par un cordage appelé écoute tandis que le point d'amure, situé au vent, est maintenu par un cordage appelé bras. Le point d'amure est maintenu écarté du mât par le tangon, un espar dont une extrémité est fixée au mât et l'autre extrémité, frappée sur le bras, est réglée en hauteur au moyen de deux cordages : les balancine, ou hale-haut, et hale-bas de tangon. Il permet de présenter le bord d'attaque du spi perpendiculairement au vent.

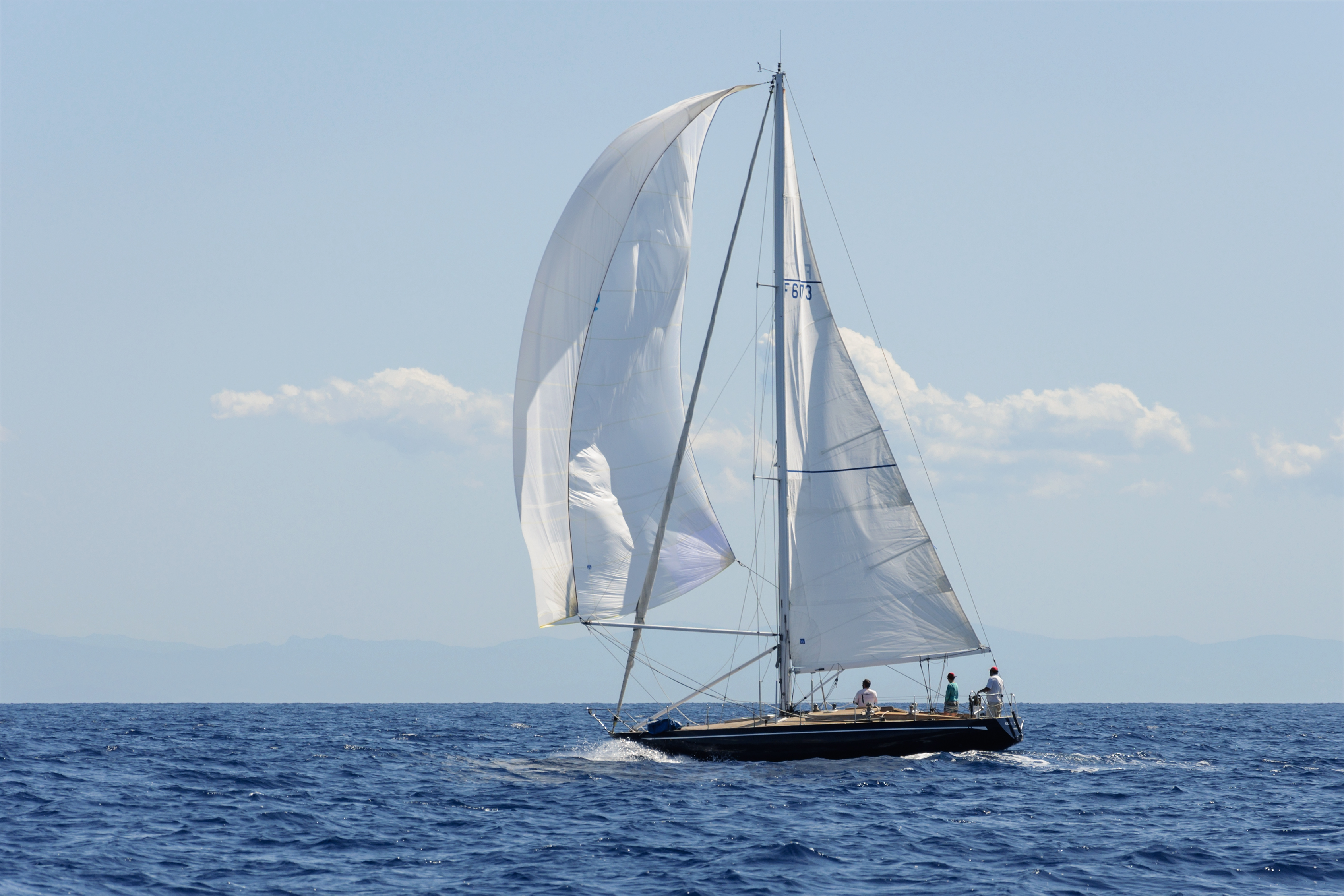
Le voilier Aigue Blu déployant son spi durant la Corsica Classic 2013.

La manœuvre d'un spi symétrique est complexe lorsque le voilier doit empanner, c’est-à-dire changer d’amure en passant par le vent arrière. Cette voile devient également délicate à contrôler lorsque le vent forcit : sur un voilier doté d'un ensemble de voile complet, plusieurs spinnakers de surface toujours plus réduites et au grammage croissant sont utilisés en fonction de l'augmentation de la force du vent.
Il existe également des spis dits asymétriques qui peuvent être utilisés à des allures plus proches du vent et sont plus simples d'emploi, mais moins efficaces au vent arrière. Les spis asymétriques sont conçus pour des angles de vent permettant un écoulement laminaire du vent dans la voile, ce type d'écoulement étant le plus efficace.

## Spi symétrique

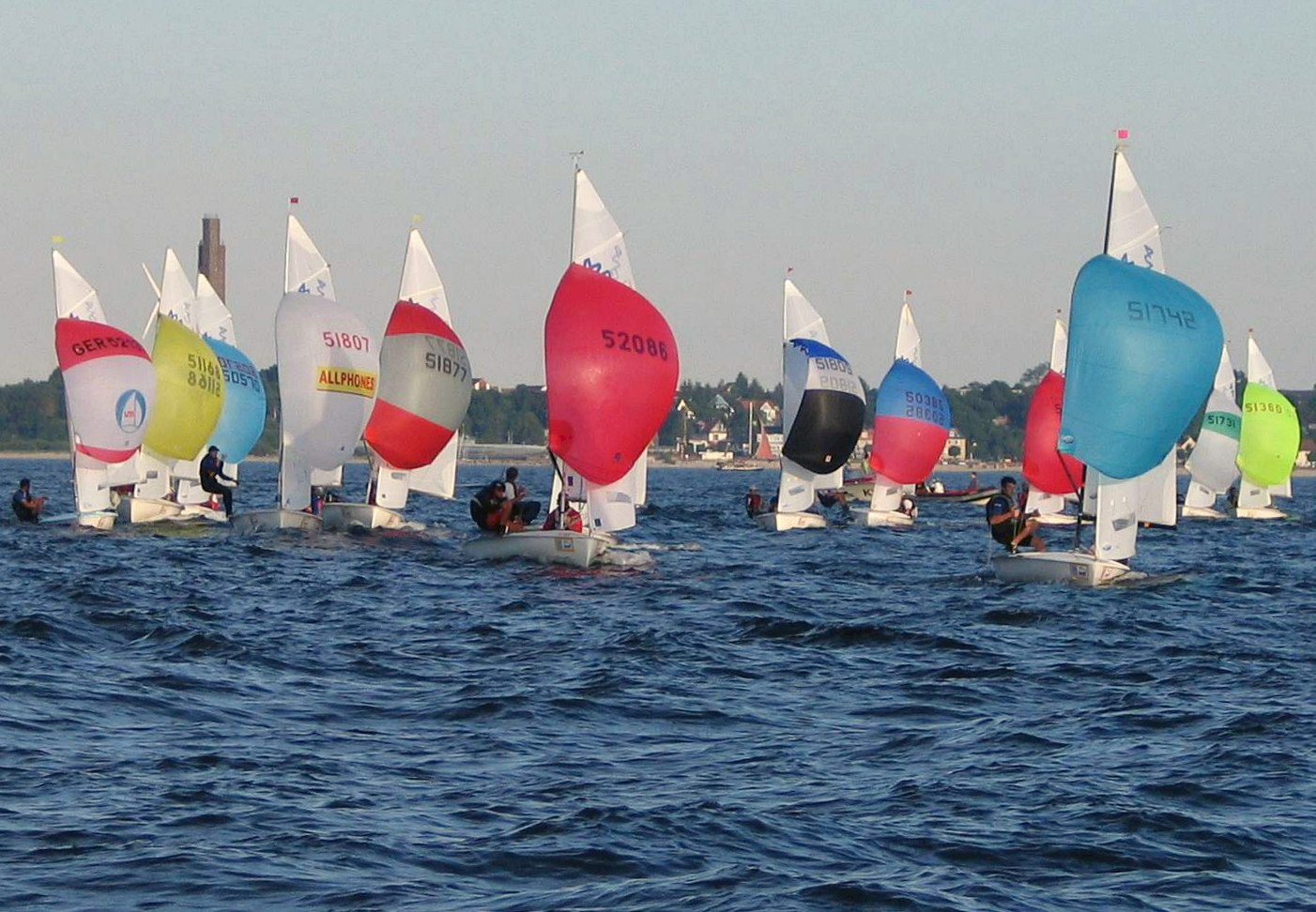
Une flottille de dériveurs sous spi

La forme symétrique est la plus classique. Le point d'amure de la voile est maintenu par un tangon placé au vent, à peu près perpendiculairement au vent apparent.
Le tangon a pour but d'empêcher le spi de partir sous le vent quand on n'est pas exactement au vent arrière, et sa manœuvre nécessite des cordages particuliers : un bras (fixé au point d'amure du spi et glissant librement dans la mâchoire du tangon), une balancine ou hale-haut, et un hale-bas de tangon. Ces cordages permettent de régler l'angle ou la hauteur du tangon, et constituent aussi un haubanage « 3 points », qui permet de le garder rigoureusement fixe (hors les moments de réglage). L'empannage sous spi symétrique (comme sous génois tangonné...) demande de faire passer le tangon d'un bord sur l'autre, le bras et l'écoute intervertissent alors leurs rôles.
Le spi symétrique est surtout efficace au grand-largue et au vent arrière. Il peut se porter jusqu'au vent de travers.
Après avoir choisi l'allure, tangon perpendiculaire au vent, manœuvrer demande une attention accrue, les performances sont là lorsque l'embraqueur recherche l'oreille sur le guindant (faseyant) en bordant ou en choquant l'écoute. Il peut brasser ou débrasser suivant la direction du vent (adonnant ou refusant).

## Spi asymétrique

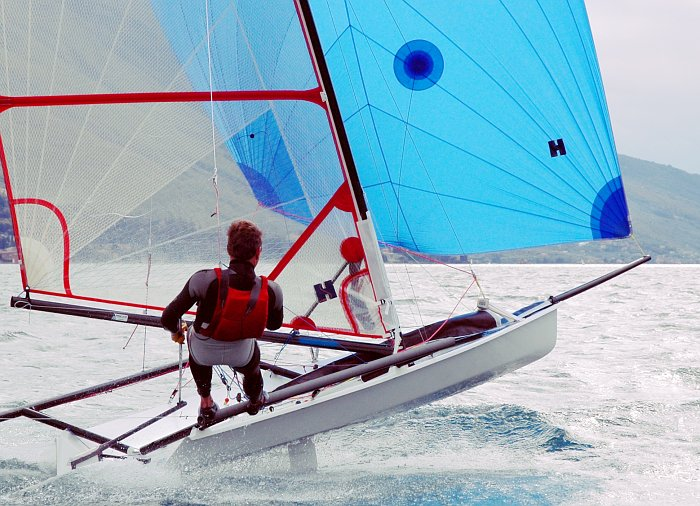
Le point d'amure du spi asymétrique est frappé sur le bout-dehors du bateau

De développement plus récent, mais dans la lignée de voiles d'avant très creuses (focs ballons, précurseurs du spi symétrique, et devenus ensuite gennakers), le spi asymétrique fut conçu tout d'abord pour la course : la vitesse des bateaux augmentant, le vent apparent pivote vers l'avant. Il fallait donc des voiles plus efficaces aux allures proches du vent, notamment pour les multicoques certains monocoques rapides tels que les Ultralight Deplacement Boats ou les dériveurs planants.
Le point d'amure du spinnaker asymétrique est maintenu par le bout-dehors fixé à l'étrave du bateau. Alternativement, il peut être aussi maintenu par un patin d'amure attaché autour du génois enroulé. Plus simple d'emploi, plus stable, il est utilisé du petit largue au grand largue. Il ne peut pas être utilisé pour remonter au vent et il est d'un rendement médiocre au vent arrière. Il est largement adopté par les voiliers de plaisance, surtout du fait de l'absence de manœuvres de tangon : il se manœuvre presque comme une voile d'avant classique.

## Manœuvrer sous spi
À cause de sa grande surface et des allures (instables) auxquelles il est utilisé, la manœuvre sous spi symétrique peut être délicate, du moins à partir d'une certaine force de vent. Le virement face au vent est exclu, il est nécessaire de virer lof pour lof (empanner) pour changer d'amure. Pour cela il faut détangonner, faire passer la grand-voile, et retangonner (pas forcément dans cet ordre).
La principale difficulté de l'empannage (par vent frais) est dans le travail du barreur, qui doit garder rigoureusement le vent arrière. Dans le cas où il lofferait, le spi va se déplacer sous le vent, ce qui va amplifier la faute de barre : le spi va faire giter le bateau, induisant un coup de lof et donc de gîte supplémentaires, et ainsi de suite. Cela peut arriver même quand le spi est tangonné, en général parce qu'on n'a pas assez réduit la voilure d'arrière, ou que le spi est mal réglé, ou que le barreur n'est pas assez qualifié pour la force de vent. Dans l'autre sens (à l'abattée), le spi va se retrouver sous le vent de la grand-voile et se dégonfler ; il risque alors de s'enrouler autour de l'étai ou de la balancine, ce qui peut le déchirer. Dans les deux cas, cela rendra difficile le retangonnage.
À ces réserves près, le spi est une voile « normale » : on borde quand on loffe, on choque quand on abat, à ceci près qu'il faut aussi débrasser quand on borde (choquer le bras) et brasser quand on choque (border le bras). Malgré tout, le temps nécessaire pour arrêter le bateau (en cas d'homme à la mer) quand il avance sous spi rend nécessaire l'application de consignes de sécurité plus strictes sur le pont : tout le monde doit porter impérativement un gilet de sauvetage, et si possible être attaché au bateau (impératif pour l'équipier d'avant dans l'empannage).

## Étymologie
L'origine du mot reste incertaine. La plupart des dictionnaires, dont Webster, pensent que le mot spinnaker vient du nom d'un bateau appelé Sphinx, et prononcé spinx. Lors d'une régate, ce bateau aurait hissé une énorme voile de portant dont ses adversaires ont estimé la surface à une acre (soit 4 000 m2) d’où le nom « Sphinx's acre » prononcé Spinx aquer... D’autres évoquent speen, un vieux terme nautique. Une étymologie particulièrement douteuse prétend que le mot proviendrait des commentaires suscités lors de son invention. Sceptiques quant à sa stabilité, les spectateurs auraient déclaré « It is going to make her spin » (« cela va faire chavirer le bateau »), d'où l'appellation spinmaker, puis spinnaker.
En français , le terme foc ballon a longtemps été utilisé en concurrence avec le vocable anglais spinnaker, qui a finalement été adopté. Louis Lacroix , mémorialiste des derniers grands voiliers français entre 1880 et la première Guerre mondiale, cite ainsi un de ses anciens collègues nantais, Edouard Salaün, surnommé Spinnaker à cause des grands yachts qu'il avait patronnés commandés en Méditerranée".

## Galerie de photographies

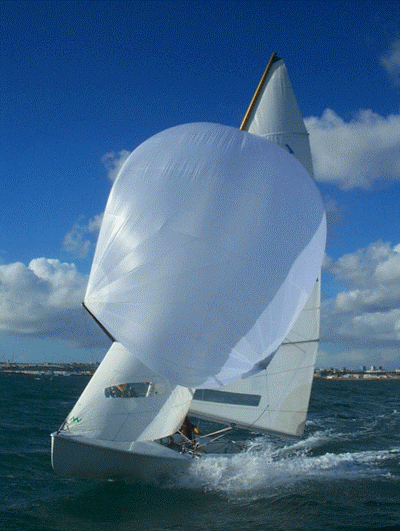
Un 470 sous spi.
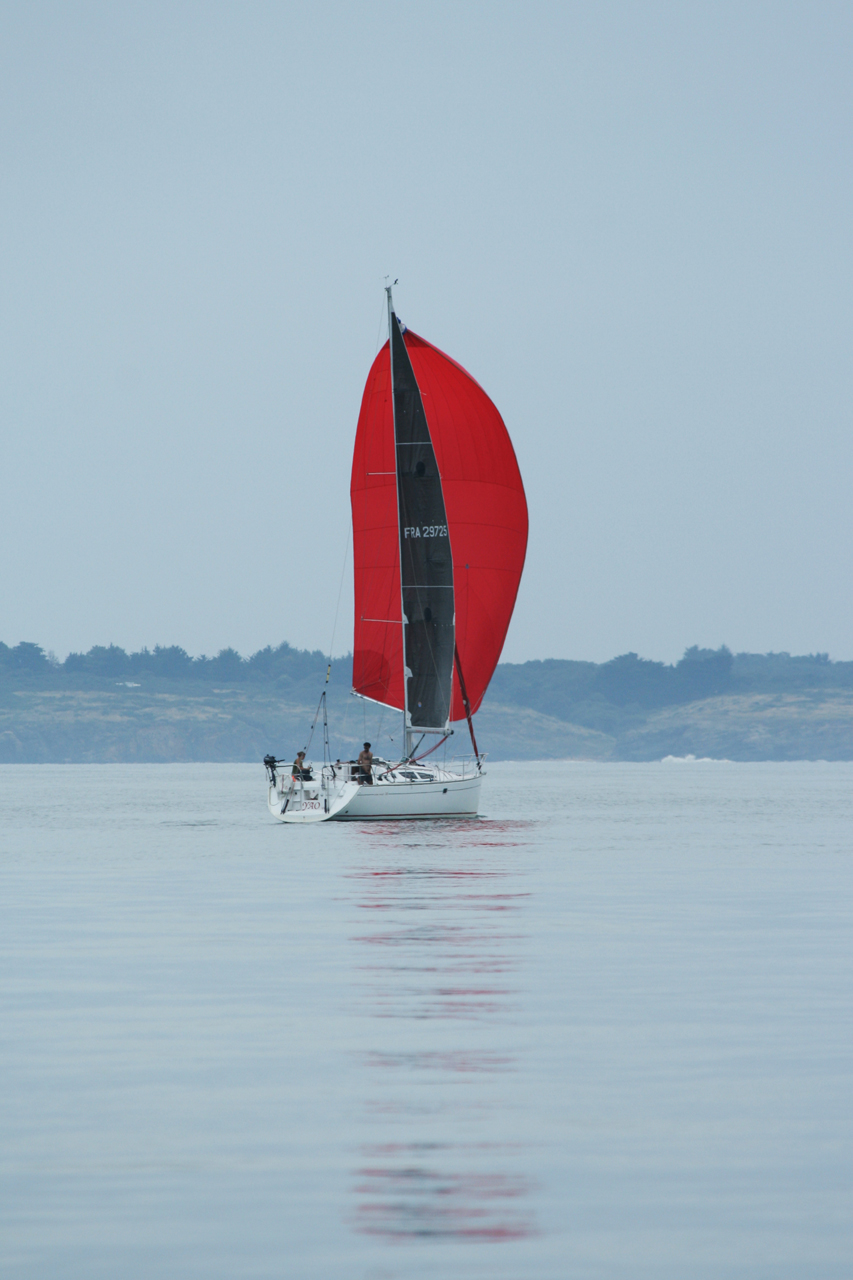
Un voilier habitable sous spi.
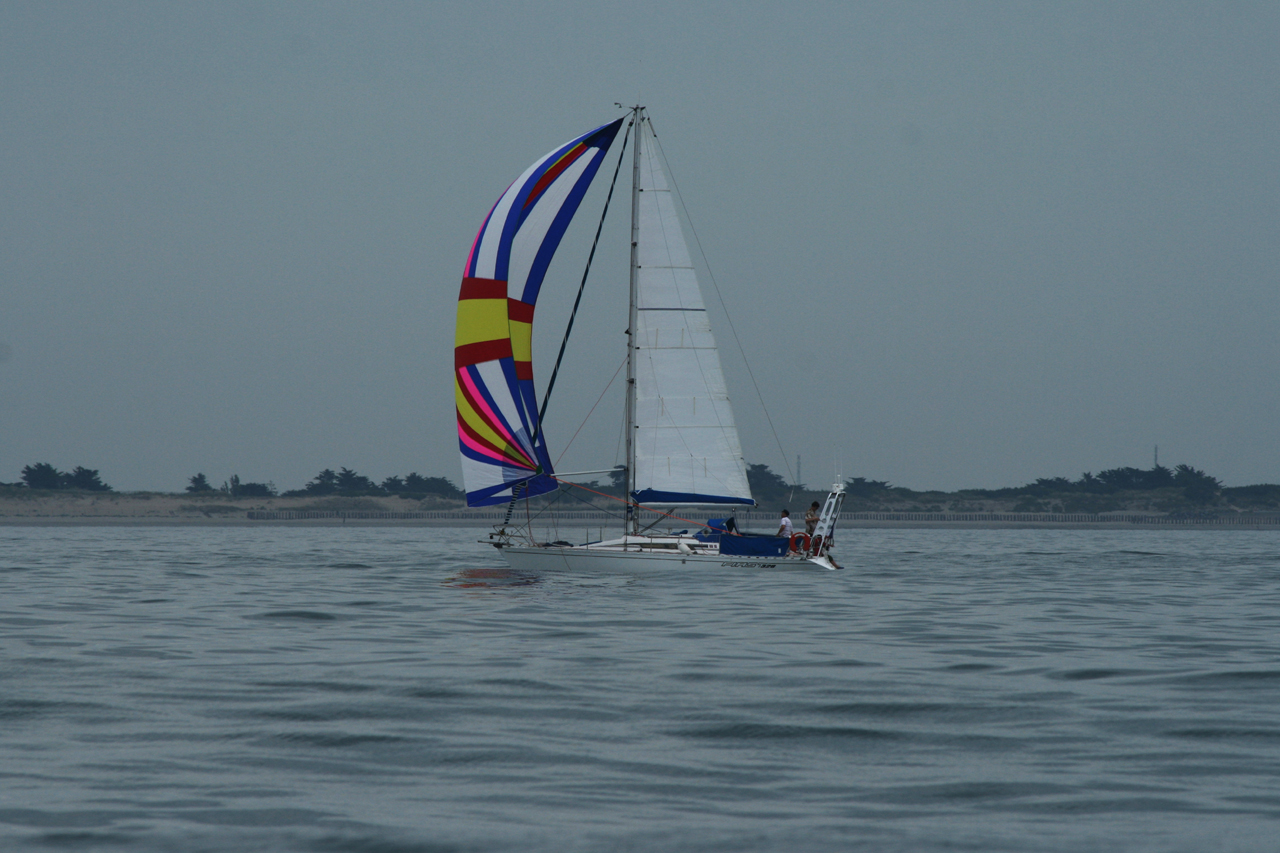
Un voilier habitable sous spi multicolore.
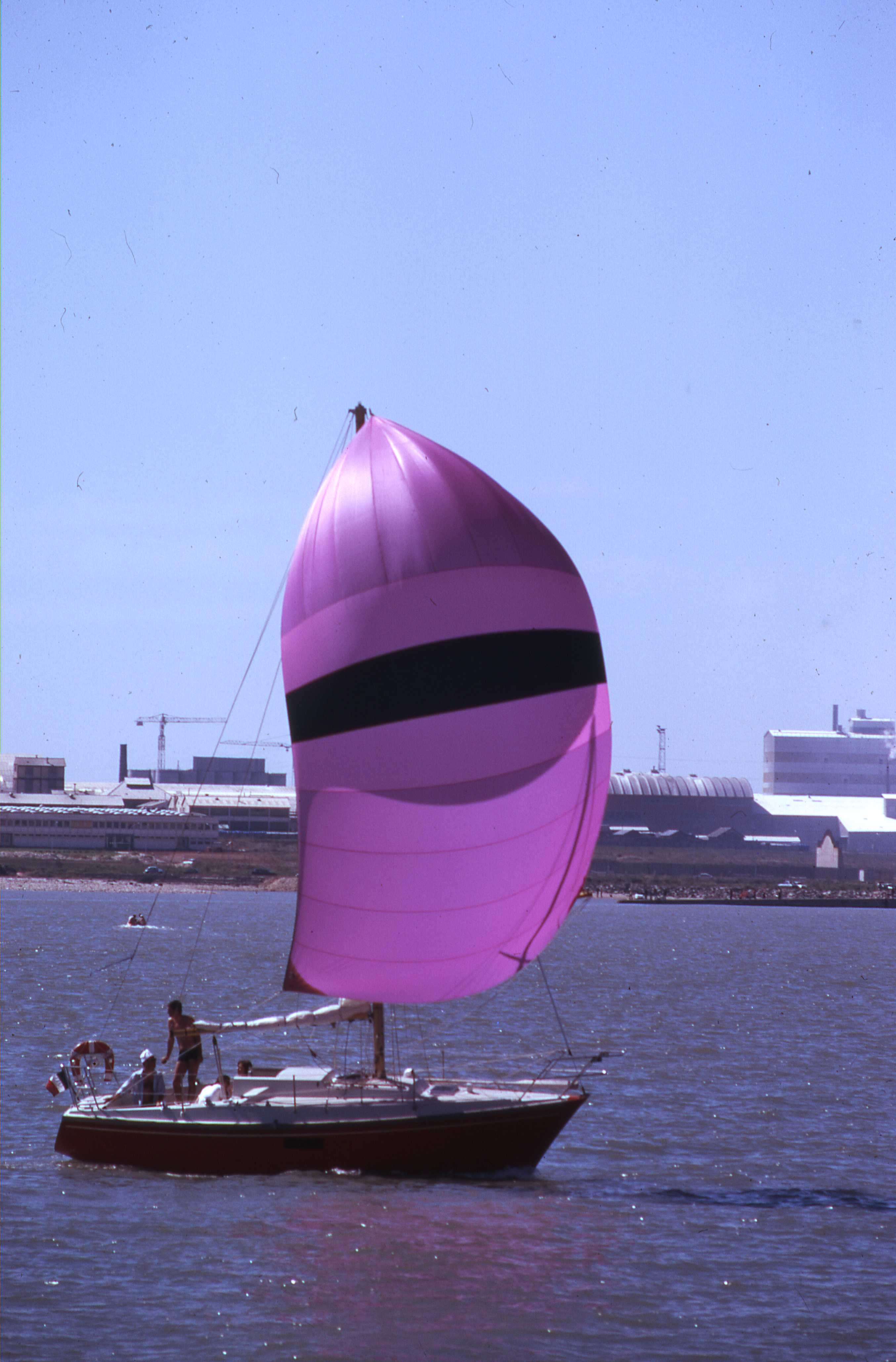
Un voilier sous spinnaker dans la baie de La Rochelle.